# Mitsubishi Plastics
Mitsubishi Plastics, Inc. (三菱樹脂株式会社 Mitsubishi Jushi Kabushiki-gaisha?) (TYO: 4213) con sede en  1-2-2, Nihonbashihongokucho, Chuo-ku, Tokio 103-0021, Japón es una de las mayores empresas químicas japonesas. Tras varias reordenaciones, el 100 % del capital fue adquirido por Mitsubishi Chemical Holdings, que es una de las compañías centrales de Mitsubishi.

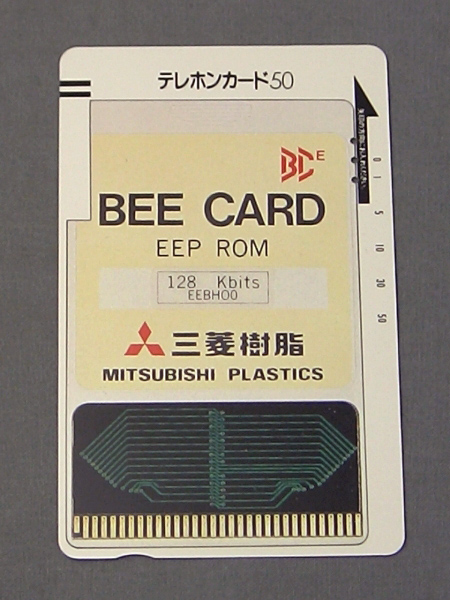
BeeCard de Mitsubishi Plastics.

Produce varios tipos de resinas sintéticas, por ejemplo tuberías y films de Policloruro de vinilo. También fabrica material de construcción y para la industria electrónica.

## Historia
En 1946 se funda Nagahama Rubber Industries, que en 1958 pasa a a ser Nagahama Plastic Industries,  en 1962 Mitsubishi Plastic Industries y en 1994 Mitsubishi Plastics. A 31 de marzo de 2005 su accionariado se repartía entre :
- Mitsubishi Chemical Corporation 52.6%
- Japan Trustee Services Bank, Ltd. (Trust Account) 4.22%
- The Master Trust Bank of Japan, Ltd. (Trust Account) 2.34%
- The Bank of Tokyo-Mitsubishi, Ltd. 2.17%
- The Mitsubishi Trust and Banking Corporation (Trust Account) 1.45%
- The Mitsubishi Trust and Banking Corporation 1.38%
- Norinchukin Bank 1.31%
- Mitsubishi Plastics Employees' Stock Ownership Plan 1.08%
- Meiji Yasuda Life Insurance Company 0.83%
- Mitsubishi Corporation 0.70%

Por otro lado Monsanto Kasei Kogyo se funda en 1952 y engloba la división de PVC de Nagahama Rubber Industries. En 1958 pasa a ser Mitsubishi Monsanto Chemical en 1983  Mitsubishi Monsanto Kasei Vinyl y en 1994 Mitsubishi Chemical MKV
En 1975 se funda Diafoil como una joint-ventura de Mitsubishi Chemical y Mitsubishi Plastics, recibiendo de esta la división de films de poliestireno. En 1992 Hoechst adquiere el 100% y pasa a ser Diafoil Hoechst volviendo a ser comprada en 1998 por Mitsubishi Chemical pasando a llamarse Mitsubishi Polyester Film
Fundada en 1976 Ryowa se converte en 1992 en Mitsubishi Yuka Industrial Products y en 1994 en  Mitsubishi Chemical Functional Products
Estas cuatro ramas se funden en 2008 en Mitsubishi Plastics, Inc. que había sido excluida de las bolsas de Tokio y Osaka el 29 de julio de 2007, siendo reemplazada por la nueva casa matriz Mitsubishi Chemical Holdings Corporation.

## Compañías del grupo

### Japan
- Alpolic Co.
- Astro Corp.
- Dia Molding Co., Ltd.
- Dia Packaging Materials Co., Ltd.
- Dia Services Co., Ltd.
- Etsuryo Co., Ltd.
- Hanyu Plastics Industries Ltd.
- Hokuryo Mold Co., Ltd.
- Mitsubishi Plastics Marketing Co.,Ltd.
- MKV DREAM CO., LTD.
- Quadrant Polypenco Japan Ltd.
- Ryobi Techno Inc.
- Ryohsei Plastic Industries Co., Ltd.
- Ryoju Corp.
- Ryoko Tekunika Co., Ltd.
- Ryouei Co., Ltd.
- Ryoukou Industrial Co., Ltd.
- Ryowa Logitem Co., Ltd.
- Toyo Plastics Industries Corp.
- Kodama Chemical Industry Co., Ltd.
- M&S Pipe Systems Co., Ltd.
- Mikado Chemical M.F.G. Co.
- Nitto Kako Co.,Ltd.
- Ryoko Plastic Co., Ltd.
- Taisei Co., Ltd.
- IFCO Japan Inc.
- K.K. MKV Yokkaichi

### Asia
- Mitsubishi Plastics Asia Pacific Pte. Ltd.
- Mitsubishi Plastics Trading Shanghai Co., Ltd.
- MP International (Hong Kong) Ltd.
- PT. MC PET FILM INDONESIA
- Shanghai Baoling Plastics Co., Ltd.
- Tai-Young Film Co., Ltd.
- Wuxi SSS-Diamond Plastics Co., Ltd.

### América
- Hishi Plastics U.S.A., Inc.
- Mitsubishi Plastics Composites America, Inc.
- Mitsubishi Polyester Film, Inc.

### Europa
- Aquamit B.V.
- Mitsubishi Plastics Euro Asia Ltd.
- Dia Moulding Slovakia s.r.o.
- Mitsubishi Polyester Film GmbH
- Quadrant AG